# ファンタスター学園
『ファンタスター学園』（ファンタスターがくえん）は、2007年1月から1年間ラジオ大阪で放送されていたラジオ番組である。
本項では、2008年1月から同年内まで同局で放送されていた後継番組『ファンタスターハウス』についても記述する。

## 番組解説
共に深夜ラジオとして放送。『ファンタスター学園』時代には、毎週火曜 0:30 - 1:00（月曜 24:30 - 25:00）に放送されていた。この時間帯は、前番組『ミエノのタタキ!ヒトミ添え おかわり∞』までは『V-STATION』というアニラジ枠の一部であった。『ファンタスターハウス』へのリニューアル後には、毎週火曜 0:45 - 1:00（月曜 24:45 - 25:00）に縮小しての放送となった。
パーソナリティは、2007年1月1日にデビューした女子中高生5人組アイドルユニット・ファンタ☆ピースが務めていた。また、上方漫才師の若井ぼんも校長役でレギュラー出演していた。
番組制作は、ファンタ☆ピースの所属事務所であるファンタスタープロモーションが担当。『ファンタスター学園』時代には、通信制・単位制高校の八洲学園高等学校がスポンサーに付いていた。

## コーナー
- 週刊マイトップニュース - メンバー1人が自分に起こったニュースを発表。
- 宿題のコーナー - ファンタ☆ピースが若井に出された課題を翌週に発表する。

## ゲスト
八洲学園高等学校の教員が毎月1回ゲスト出演するとされていた。
- 二宮聡（前校長）
  - 担当教科：国語、芸術（書道）
  - 出演回放送日：2007年1月23日（22日深夜）・2月27日（26日深夜）
- 田中利和（前総務部長）
  - 担当教科：地理歴史、公民
  - 出演回放送日：2007年3月27日（26日深夜）・5月1日（4月30日深夜）・5月29日（28日深夜）

## イベント
2007年3月21日に大阪・日本橋のインディペンデントシアター2ndで行われたラジオ大阪の公開録音イベントにおいて、本番組を含む複数の放送番組の公録が行われた。この日、観覧無料イベントである第1部では本番組の、有料イベントである第2部と第3部では『アイドル大阪環状線』と『ゆりしー・梓馬のラブゲッCHUミラクルラジオ』の公録が行われた。